# 24 Heures du Mans 1961
Navigation
Édition précédente Édition suivante
Les 24 Heures du Mans 1961 sont la 29e édition de l'épreuve et se déroulent les 10 et 11 juin 1961 sur le circuit de la Sarthe. Cette course est la quatrième manche du Championnat du monde des voitures de sport 1961 (WSC - World Sportscar Championship).

## Nombre de pilotes qualifiés pour la course
110 pilotes de 14 nationalités s'alignent sur la grille de départ de cette édition 1961 de l'épreuve mancelle.

### Nombre de pilotes par nationalité
- 31 Français
- 28 Britanniques
- 17 Américains
- 8 Italiens
- 5 Belges
- 4 Ouest-Allemands
- 3 Australiens
- 3 Néo-Zélandais
- 3 Suisses
- 2 Mexicains
- 2 Néerlandais
- 2 Sud-Africains
- 1 Irlandais
- 1 Suédois

## Classement final de la course

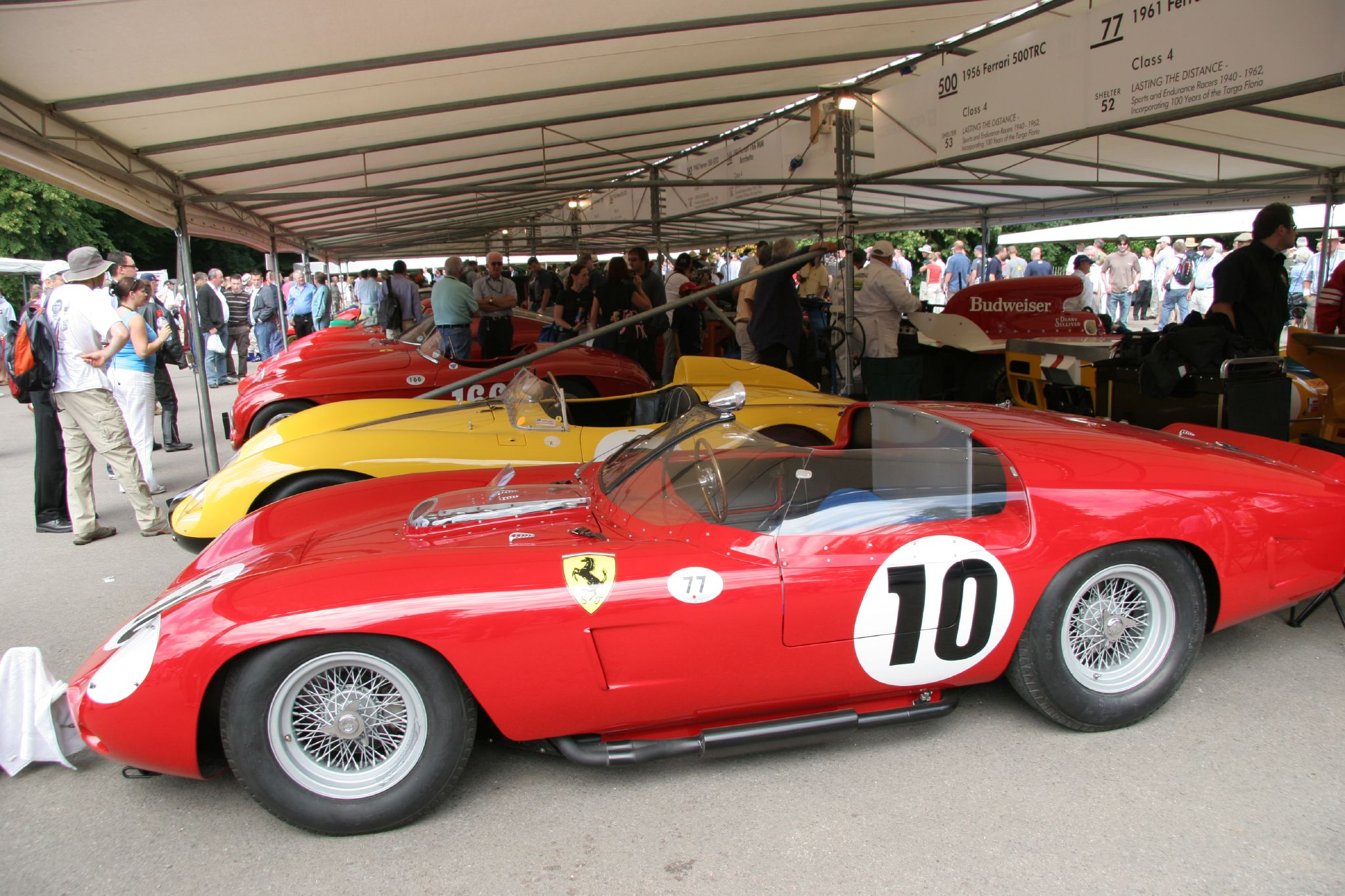
La Ferrari 250 TR (Testa Rossa) I/61 3L V12 victorieuse au Mans en 1961, grâce à Gendebien et Hill.

| Pos. | Catégorie | no | Écurie                                                   | Pilotes                                  | Châssis                      | Moteur                   | Pneus | Tours |
| ---- | --------- | -- | -------------------------------------------------------- | ---------------------------------------- | ---------------------------- | ------------------------ | ----- | ----- |
| 1    | S 3.0     | 10 | Scuderia Ferrari                                         | Olivier Gendebien Phil Hill              | Ferrari 250 TRI/61           | Ferrari 3,0 L V12        | D     | 333   |
| 2    | S 3.0     | 11 | Scuderia Ferrari                                         | Willy Mairesse Mike Parkes               | Ferrari 250 TRI/61           | Ferrari 3,0 L V12        | D     | 330   |
| 3    | GT 3.0    | 14 | Pierre Noblet                                            | Pierre Noblet Jean Guichet               | Ferrari 250GT SWB            | Ferrari 3,0 L V12        | D     | 317   |
| 4    | S 3.0     | 7  | Briggs Cunningham                                        | Augie Pabst Dick Thompson                | Maserati Tipo 63             | Maserati 3,0 L V12       | D     | 311   |
| 5    | S 2.0     | 33 | Porsche System Engineering                               | Masten Gregory Bob Holbert               | Porsche 718/4 RS Spyder      | Porsche 2,0 L Flat-4     | D     | 309   |
| 6    | GT 3.0    | 20 | North American Racing Team (NART) Équipe Nationale Belge | Bob Grossman André Pilette               | Ferrari 250 GT SWB           | Ferrari 3,0 L V12        | D     | 309   |
| 7    | S 2.0     | 32 | Porsche System Engineering                               | Edgar Barth Hans Herrmann                | Porsche 718/4 RS Coupé       | Porsche 1,6 L Flat-4     | D     | 306   |
| 8    | S 2.0     | 24 | Briggs Cunningham                                        | Briggs Cunningham William Kimberley      | Maserati Tipo 60             | Maserati 2,0 L I4        | D     | 303   |
| 9    | S 2.0     | 26 | Standard Triumph                                         | Peter Bolton Keith Ballisat              | Triumph TR4S                 | Triumph 2,0 L I4         | D     | 284   |
| 10   | S 1.6     | 36 | Porsche System Engineering                               | Herbert Linge Ben Pon                    | Porsche 356B Abarth GTL      | Porsche 1,6 L Flat-4     | D     | 284   |
| 11   | S 2.0     | 27 | Standard Triumph                                         | Les Leston Rob Slotemaker                | Triumph TR4S                 | Triumph 2,0 L I4         | D     | 279   |
| 12   | GT 1.3    | 38 | Lotus Engineering                                        | William E.J. Allen Trevor Taylor         | Lotus Elite Mk14             | Coventry Climax 1,2 L I4 | D     | 268   |
| 13   | GT 1.3    | 40 | Écurie Edger                                             | Bernard Kosselek Pierre Messenez         | Lotus Elite Mk14             | Coventry Climax 1,2 L I4 | D     | 267   |
| 14   | S 850     | 60 | Abarth & Cie                                             | Denny Hulme Angus Hyslop                 | Fiat-Abarth 850S             | Fiat 0,8 L I4            | M     | 263   |
| 15   | S 2.0     | 25 | Standard Triumph                                         | Marcel Becquart Michael Rotschild        | Triumph TR4S                 | Triumph 2,0 L I4         | D     | 262   |
| 16   | GT 1.6    | 34 | Sunbeam Talbot                                           | Peter Harper Peter Procter               | Sunbeam Alpine Harrington    | Sunbeam 1,6 L I4         | D     | 261   |
| 17   | GT 2.0    | 28 | Équipe Chardonnet                                        | Jean-Claude Magne Georges Alexandrovitch | AC Ace                       | Bristol 2,0 L I6         | D     | 261   |
| 18   | S 850     | 53 | Automobiles Deutsch et Bonnet                            | Gérard Laureau Robert Bouharde           | DB HBR 4                     | Panhard 0,7 L Flat-2     | D     | 257   |
| 19   | S 850     | 45 | Automobiles Deutsch et Bonnet                            | André Moynet Jean-Claude Vidilles        | DB HBR 5 Coupe               | Panhard 0,8 L Flat-2     | M     | 243   |
| 20   | S 850     | 48 | Automobiles Deutsch et Bonnet                            | André Guilhaudin Jean-François Jaeger    | DB HBR 5                     | Panhard 0,8 L Flat-2     | M     | 243   |
| 21   | S 850     | 47 | Automobiles Deutsch et Bonnet                            | Edgar Rollin René Bartholoni             | DB HBR 5                     | Panhard 0,8 L Flat-2     | D     | 239   |
| 22   | S 850     | 52 | Automobiles Deutsch et Bonnet                            | Jean-Claude Caillaud Robert Mougin       | DB HBR 5                     | Panhard 0,8 L Flat-2     | M     | 237   |
| Abd. | GT 4.0    | 1  | Jean Kerguen                                             | Jean Kerguen Jacques Dewes               | Aston Martin DB4 GT Zagato   | Aston Martin 3,7 L I6    | D     | 286   |
| Abd. | S 850     | 55 | Abarth & Cie                                             | Paul Condriller Carl Foitek              | Fiat-Abarth 700S             | Fiat 0,7 L I4            | M     | 255   |
| Abd. | S 3.0     | 17 | North American Racing Team (NART)                        | Pedro Rodríguez Ricardo Rodríguez        | Ferrari 250 TRI/61           | Ferrari 3,0 L V12        | D     | 305   |
| Abd. | S 2.0     | 30 | Porsche System Engineering                               | Jo Bonnier Dan Gurney                    | Porsche 718/4 RS Coupé       | Porsche 1,7 L Flat-4     | D     | 262   |
| Abd. | S 1.6     | 37 | Auguste Veuillet                                         | Pierre Monneret Robert Buchet            | Porsche 356B Abarth GTL      | Porsche 1,6 L Flat-4     | D     | 261   |
| Abd. | GT 3.0    | 21 | Écurie Chiltern                                          | John Bekaert Richard Stoop               | Austin-Healey 3000           | BMC 2,9 L I6             | D     | 254   |
| Abd. | S 850     | 54 | Roger Masson                                             | Roger Masson Paul Armagnac               | DB HBR 4                     | Panhard 0,7 L Flat-2     | D     | 208   |
| Abd. | GT 1.3    | 39 | Lotus Engineering                                        | John Wyllie David Buxton                 | Lotus Elite Mk14             | Coventry Climax 1,2 L I4 | D     | 193   |
| Abd. | S 3.0     | 4  | Essex Racing Stable                                      | Roy Salvadori Tony Maggs                 | Aston Martin DBR1/300        | Aston Martin 3,0 L I6    | D     | 243   |
| Abd. | S 2.5     | 23 | Scuderia Ferrari                                         | Wolfgang von Trips Richie Ginther        | Ferrari Dino 246SP           | Ferrari 2,4 L V6         | D     | 231   |
| Abd. | S 3.0     | 12 | Scuderia Ferrari                                         | Fernand Tavano Giancarlo Baghetti        | Ferrari 250 GT/TR SWB        | Ferrari 3,0 L V12        | D     | 163   |
| Abd. | GT 3.0    | 16 | Scuderia Serenissima                                     | Maurice Trintignant Carlo Maria Abate    | Ferrari 250 GT SWB           | Ferrari 3,0 L V12        | D     | 162   |
| Abd. | S 1.0     | 43 | North American Racing Team (NART)                        | David Cunningham Ed Hugus                | O.S.C.A. Sport 1000          | O.S.C.A. 1,0 L I4        | D     | 125   |
| Abd. | S 850     | 56 | Abarth & Cie                                             | Giorgio Bassi Giancarlo Rigamonti        | Fiat-Abarth 700S             | Fiat 0,7 L I4            | M     | 111   |
| Abd. | GT 1.3    | 35 | Sunbeam Talbot                                           | Peter Jopp Paddy Hopkirk                 | Sunbeam Alpine               | Sunbeam 1,6 L I4         | D     | 130   |
| Abd. | S 850     | 8  | Scuderia Serenissima                                     | Piero Frescobaldi Raffaele Cammarota     | Fiat-Abarth 700S             | Fiat 0,7 L I4            | D     | 124   |
| Abd. | S 3.0     | 5  | Border Reivers                                           | Jim Clark Ron Flockhart                  | Aston Martin DBR1/300        | Aston Martin 3,0 L I6    | D     | 132   |
| Abd. | GT 2.0    | 29 | Écurie Lausannoise                                       | André Wicky Edgar Berney                 | AC Ace                       | Bristol 2,0 L I6         | D     | 115   |
| Abd. | S 850     | 51 | UDT / Laystall Racing Team                               | Cliff Allison Mike McKee                 | Lotus Elite Mk14             | Coventry Climax 0,7 L I4 | D     | 102   |
| Abd. | GT 3.0    | 18 | North American Racing Team R.R.C. Walker Racing Team     | Stirling Moss Graham Hill                | Ferrari 250GT SWB            | Ferrari 3,0 L V12        | D     | 121   |
| Abd. | GT 1.3    | 41 | Écurie Los Amigos                                        | Jean-François Malle Robin Carnegie       | Lotus Elite Mk14             | Coventry Climax 1,2 L I4 | D     | 86    |
| Abd. | S 850     | 50 | Automobiles O.S.C.A.                                     | Jean Laroche Colin Davis                 | O.S.C.A. Sport 750           | O.S.C.A. 0,7 L I4        | M     | 85    |
| Abd. | S 1.0     | 42 | Donald Healey Motor Company                              | John K. Colgate Jr. Paul Hawkins         | Austin-Healey Sprite Sebring | BMC 1,0 L I4             | D     | 64    |
| Abd. | GT 3.0    | 19 | North American Racing Team (NART)                        | George Arents George Reed                | Ferrari 250 GT SWB           | Ferrari 3,0 L V12        | D     | 76    |
| Abd. | GT 3.0    | 15 | Écurie Francorchamps                                     | Lucien Bianchi Georges Berger            | Ferrari 250 GT SWB           | Ferrari 3,0 L V12        | D     | 60    |
| Abd. | S 3.0     | 9  | Scuderia Serenissima                                     | Ludovico Scarfiotti Nino Vaccarella      | Maserati Tipo 63             | Maserati 3,0 L V12       | D     | 53    |
| Abd. | S 1.0     | 46 | Ecurie Ecosse                                            | Ninian Sanderson Alan McKay              | Austin-Healey Sprite Sebring | BMC 1,0 L I4             | D     | 40    |
| Abd. | S 3.0     | 6  | Briggs Cunningham                                        | Walt Hansgen Bruce McLaren               | Maserati Tipo 63             | Maserati 3,0 L V12       | D     | 31    |
| Abd. | S 2.5     | 22 | Ecurie Ecosse                                            | Tom Dickson Bruce Halford                | Cooper T57 Monaco Mk.II      | Coventry Climax 3,0 L I4 | D     | 32    |
| Abd. | GT 4.0    | 3  | Essex Racing Stable                                      | Lex Davison Bib Stillwell                | Aston Martin DB4 GT Zagato   | Aston Martin 3,7 L I6    | D     | 25    |
| Abd. | GT 4.0    | 2  | Essex Racing Stable                                      | Jack Fairman Bernard Consten             | Aston Martin DB4 GT Zagato   | Aston Martin 3,7 L I6    | D     | 22    |
| Abd. | S 2.0     | 58 | Ted Lund                                                 | Ted Lund Bob Olthoff                     | MG A Coupé                   | MG 1,8 L I4              | D     | 14    |
| Abd. | S 850     | 49 | Abarth & Cie                                             | Teodoro Zeccoli Jean Vinatier            | Fiat-Abarth 700S Spyder      | Fiat 0,7 L I4            | M     | 15    |

Détails :
- La no 63 BMW 700 S et la no 57 Ferrari 250 GT SWB ne prennent pas part à la course car elles ont été refusées au pesage.
- La Maserati Tipo 61 du team Camoradi USA est non partante pour problème mécanique (casse châssis).

Note :
- Dans la colonne Pneus[1] apparaît l'initiale du fournisseur, il suffit de placer le pointeur au-dessus du modèle pour connaître le manufacturier de pneumatiques.

## Record du tour
- Meilleur tour en course :  Ricardo Rodriguez (no 17, Ferrari 250 TR 61, Scuderia Ferrari) en 3 min 59 s 9 (201,999 km/h)

## Prix et trophées
- Victoire au classement à l'indice de rendement énergétique :  Sunbeam Talbot (no 34, Sunbeam Alpine)
- Victoire au classement à l'indice de performance :  Automobiles Deutsch et Bonnet (no 53, D.B. HBR4)

## Heures en tête
| n° | Voiture          | Écurie                     | Pilotes                           | Heures                          | Total     |
| -- | ---------------- | -------------------------- | --------------------------------- | ------------------------------- | --------- |
| 17 | Ferrari 250 TR61 | North American Racing Team | Pedro Rodriguez Ricardo Rodriguez | 1re 3e 5e 7e 9e à 10e 12e à 13e | 8 heures  |
| 23 | Ferrari 246 SP   | Scuderia Ferrari           | Wolfgang von Trips Richie Ginther | 2e                              | 1 heure   |
| 10 | Ferrari 250 TR61 | Scuderia Ferrari           | Olivier Gendebien Phil Hill       | 4e 6e 8e 11e 14e à 24e          | 15 heures |

## À noter
- Longueur du circuit : 13,461 km
- Distance parcourue : 4 476,580 km
- Vitesse moyenne : 186,527 km/h
- Écart avec le 2e : 37,718 km